# Wilbert Seuren
W.S. (Wilbert) Seuren (1956) is een Nederlandse bestuurder en politicus namens D66. Van 2010 tot 2015 was hij wethouder van de gemeente Vught. Van 2015 tot 2018 was hij wethouder van de gemeente Eindhoven.

## Biografie
Seuren studeerde sociale wetenschappen en geschiedenis in Nijmegen en Leiden. Tot zijn wethouderschap in 2010 was hij consultant bij een bestuurskundig adviesbureau. Van 2002 tot 2006 was hij lid van de gemeenteraad van Vught. In 2010 was hij opnieuw lid van de gemeenteraad van Vught en namens D66 de fractievoorzitter.
Seuren was van 2010 tot 2015 namens D66 wethouder van Vught. Tot 2014 had hij in zijn portefeuille Transitie WMO en Jeugd, Cultuur, Openbare Ruimte & Verkeer en Water. Vanaf 2014 had hij in zijn portefeuille Openbare Ruimte en Water, Verkeer, Cultuur, Onderwijs en Financiën. Van 2015 tot 2018 was hij namens D66 wethouder van Eindhoven en had hij in zijn portefeuille Financiën en Ruimtelijke Ordening.